# Guillermo Tolosa
Guillermo Tolosa (Montevideo, 1976) es un economista uruguayo.

## Biografía
Es Doctor en Economía por la Universidad de California, Los Ángeles. Entre 2010 y 2016 gerenció representaciones del Fondo Monetario Internacional (FMI) en varios países de Europa del Estey entre 2016 y 2018 se desempeñó como consultor en Oxford Economics. Posteriormente, fue director de CERES (2018-2020), para retornar luego al FMI y trabajar en el impacto de la pandemia de COVID-19.Además, fue profesor de Coyuntura Económica en la Facultad de Ciencias Empresariales y Economía de la Universidad de Montevideo.
En diciembre de 2024, el presidente electo Yamandú Orsi le propuso presidir el Banco Central del Uruguay.